# S/2020 S 1
S/2020 S 1 — природний супутник Сатурна. Відкритий Скоттом Шеппардом, Девідом Джуїттом та Дженом Кліна, Едвардом Ештоном, Бреттом Гледменом, Жан-Марком Петі та Майком Александерсеном 3 травня 2023 року на основі спостережень, зроблених між 14 грудня 2004 року та 8 липня 2021 року.
S/2020 S 1 має близько 3,75 кілометрів у діаметрі велика піввісь — 11 338 700 км, орбітальний період — 451,1 земної доби, обертається навколо Сатурна під нахилом 48,2° до площини екліптики, ексцентриситет орбіти — 0,337. S/020 S 1 належить до групи інуїтів, і може бути фрагментом Ківіока або Іджирака, який давно відколовся, оскільки він має однакові орбітальні елементи.